# مولى علي (حبيش)

تعديل مصدري - تعديل

مولى علي محلة تابعة لقرية ذى شوح، التابعة لعزلة التفادي بمديرية حبيش إحدى مديريات محافظة إب في الجمهورية اليمنية، بلغ تعداد سكانها 83 حسب تعداد اليمن لعام 2004.